# Vũ Hồn
Vũ Hồn (武浑, chữ bên tả là bộ thủy, chữ bên hữu là bộ quân ghép lại là chữ Hồn 浑 với nghĩa là hồn hậu; nết tốt đẹp; 804 - 853) là quan nhà Đường trong lịch sử Trung Quốc. Ông từng giữ chức An Nam Kinh lược sứ - người cai quản vùng An Nam đô hộ phủ thuộc thời Đường (bao gồm từ Hà Tĩnh trở ra Bắc và một phần Quảng Tây).
Ông sinh ngày 8 tháng 1 năm 804 và mất ngày mùng 3 tháng 12 năm 853.

## Tiểu sử
Vũ Hồn sinh năm 804 có cha là Vũ Huy (武輝, một quan chức nhà Đường, người làng Mã Kỳ, huyện Long Khê, phủ Thường Châu, tỉnh Phúc Kiến, Trung Quốc) và mẹ là người ấp Mạn Nhuế, huyện Thanh Lâm, thuộc An Nam đô hộ phủ (nay là xã Mạn Nhuế, huyện Nam Sách, tỉnh Hải Dương).
Vũ Hồn tuổi trẻ đã học rộng tài cao, đỗ Tiến sĩ Nho học (進士) lúc mới 16 tuổi tại Trung Quốc (thuộc loại đỗ đại khoa trẻ nhất khoa bảng Trung Quốc), vua Đường coi ông là nhân tài bậc nhất. Sau khi thi đậu, ông trải giữ các chức quan của nhà Đường: Lễ bộ tả Thị lang, Đô đài Ngự sử, Giao Châu Thứ sử, rồi An Nam Kinh lược sứ.
Đại Việt Sử ký Toàn thư viết: "Tân Dậu, 841, (Đường Vũ Tông Viêm, Hội Xương năm thứ 1). Vua Đường xuống chiếu lấy Vũ Hồn làm Kinh lược sứ thay Hàn Ước".
Sách Tư trị thông giám (資治通鑑), soạn thời nhà Tống, quyển 247, mục chép về năm Hội Xương thứ ba (843) có đoạn viết: 安南经略使武浑役将士治城, 将士作乱, 烧城楼, 劫府库. 浑奔广州, 监军段士则抚安乱众. Dịch nghĩa: An Nam kinh lược sứ Vũ Hồn sai tướng sĩ sửa thành, tướng sĩ làm loạn, đốt thành lũy, cướp kho phủ. Hồn chạy sang Quảng Châu, giám quân Đoàn Sĩ Tắc dụ yên những người nổi loạn.
Sau đó Vũ Hồn từ quan lúc mới 39 tuổi, lập ấp và dạy học tại vùng đất Lập Trạch, huyện Đường An (làng Mộ Trạch ngày nay).
Năm 853, Vũ Hồn mất.

## Tôn vinh
Sau khi mất ông được vua Đường sắc phong là Thượng đẳng phúc thần, dân vùng Lập Trạch tôn ông làm Thành hoàng và được thờ đến ngày nay.
Các triều đại nước Việt đều có sắc phong mỹ tự cho ông (12 đạo sắc), trong đó
Thời Trần Nhân Tông: Thông minh tuệ trí hùng trác vĩ Thượng đẳng thần
Thời Lê Thái Tổ: Tế thế an dân, linh phù ngưng hữu Thượng đẳng thần
Thời Nguyễn, Tự Đức: Tối linh phù vận Đại vương.